# تاونزيند ستيث برانديجي
تاونزيند ستيث برانديجي (1843-1925) (بالإنجليزية: Townshend Stith Brandegee)‏ هو عالم نبات أمريكي.